# Brian Leetch
Brian Joseph Leetch (* 3. března 1968 Corpus Christi, Texas, USA) je bývalý americký hokejový obránce, který je mimo jiné vítězem Stanley cupu a Světového poháru a od roku 2009 je členem Hokejové síně slávy. U příležitosti 100. výročí NHL byl v lednu 2017 vybrán jako jeden ze sta nejlepších hráčů historie ligy.

## Individuální úspěchy
- 1987 – hráč roku NCAA (Hockey-East).
- 1987 – nováček roku NCAA (Hockey-East).
- 1987 – hráč turnaje NCAA (Hockey-East).
- 1987 – jmenován do All-Star Týmu NCAA (Hockey-East).
- 1987 – jmenován do All-Star Týmu na MS juniorů.
- 1989 – jmenován do NHL All-Rookie Týmu.
- 1989 – získal Calder Memorial Trophy.
- 1990, 1991, 1992, 1994, 1996, 1997, 1998, 2001 a 2002 – byl nominován do NHL All-Star Game.
- 1991, 1994 a 1996 – jmenován do 2. All-Star Týmu NHL.
- 1992 a 1997 – jmenován do 1. All-Star Týmu NHL.
- 1992 a 1997 – získal James Norris Memorial Trophy.
- 1994 – získal Conn Smythe Trophy.
- 2002 – All-Star tým ZOH.
- 2008 – uveden do síně slávy amerického hokeje.
- 2009 – uveden do hokejové síně slávy.

## Týmové úspěchy
- 1986 – s americkou hokejovou reprezentací získal bronzovou medaili na hokejovém MS juniorů.
- 1987 – mistr v NCAA (Hockey-East) s Boston College.
- 1991 – finalista na Kanadském poháru.
- 1992 a 1994 – získal s New Yorkem Rangers – Presidents' Trophy.
- 1994 – vyhrál s týmem New York Rangers – Prince of Wales Trophy.
- 1994 – vítěz Stanley cupu s New Yorkem Rangers.
- 1996 – vyhrál s nár. týmem Světový pohár.
- 2002 – získal stříbrnou medaili na Zimních olympijských hrách.

## Prvenství
- Debut v NHL – 29. února 1988 (New York Rangers proti St. Louis Blues)
- První asistence v NHL – 29. února 1988 (New York Rangers proti St. Louis Blues)
- První gól v NHL – 24. března 1988 (New York Rangers proti Edmonton Oilers, kanadskému brankáři Grant Fuhr)
- První hattrick v NHL – 22. května 1995 (Philadelphia Flyers proti New York Rangers)

## Klubové statistiky
| Sezóna              | Klub                  | Soutěž              |      | Základní část | Základní část | Základní část | Základní část | Základní část |    | Play off | Play off | Play off | Play off | Play off |
| Sezóna              | Klub                  | Soutěž              | Z    | G             | A             | B             | TM            | Z             | G  | A        | B        | TM       |          |          |
| 1983–84             | Cheshire              | HS                  | 28   | 52            | 49            | 101           | 24            | —             | —  | —        | —        | —        |          |          |
| 1984–85             | Avon Old Farms        | HS                  | 26   | 30            | 46            | 76            | 15            | —             | —  | —        | —        | —        |          |          |
| 1985–86             | Avon Old Farms        | HS                  | 28   | 40            | 44            | 84            | 18            | —             | —  | —        | —        | —        |          |          |
| 1986–87             | Boston College Eagles | HE                  | 37   | 9             | 38            | 47            | 10            | —             | —  | —        | —        | —        |          |          |
| 1987–88             | New York Rangers      | NHL                 | 17   | 2             | 12            | 14            | 0             | —             | —  | —        | —        | —        |          |          |
| 1988–89             | New York Rangers      | NHL                 | 68   | 23            | 48            | 71            | 50            | 4             | 3  | 2        | 5        | 2        |          |          |
| 1989–90             | New York Rangers      | NHL                 | 72   | 11            | 45            | 56            | 26            | —             | —  | —        | —        | —        |          |          |
| 1990–91             | New York Rangers      | NHL                 | 80   | 16            | 72            | 88            | 42            | 6             | 1  | 3        | 4        | 0        |          |          |
| 1991–92             | New York Rangers      | NHL                 | 80   | 22            | 80            | 102           | 26            | 13            | 4  | 11       | 15       | 4        |          |          |
| 1992–93             | New York Rangers      | NHL                 | 36   | 6             | 30            | 36            | 26            | —             | —  | —        | —        | —        |          |          |
| 1993–94             | New York Rangers      | NHL                 | 84   | 23            | 56            | 79            | 27            | 23            | 11 | 23       | 34       | 6        |          |          |
| 1994–95             | New York Rangers      | NHL                 | 48   | 9             | 32            | 41            | 18            | 10            | 6  | 8        | 14       | 8        |          |          |
| 1995–96             | New York Rangers      | NHL                 | 82   | 15            | 70            | 85            | 30            | 11            | 1  | 6        | 7        | 4        |          |          |
| 1996–97             | New York Rangers      | NHL                 | 82   | 20            | 58            | 78            | 40            | 15            | 2  | 8        | 10       | 6        |          |          |
| 1997–98             | New York Rangers      | NHL                 | 76   | 17            | 33            | 50            | 32            | —             | —  | —        | —        | —        |          |          |
| 1998–99             | New York Rangers      | NHL                 | 82   | 13            | 42            | 55            | 42            | —             | —  | —        | —        | —        |          |          |
| 1999–00             | New York Rangers      | NHL                 | 50   | 7             | 19            | 26            | 20            | —             | —  | —        | —        | —        |          |          |
| 2000–01             | New York Rangers      | NHL                 | 82   | 21            | 58            | 79            | 34            | —             | —  | —        | —        | —        |          |          |
| 2001–02             | New York Rangers      | NHL                 | 82   | 10            | 45            | 55            | 28            | —             | —  | —        | —        | —        |          |          |
| 2002–03             | New York Rangers      | NHL                 | 51   | 12            | 18            | 30            | 20            | —             | —  | —        | —        | —        |          |          |
| 2003–04             | New York Rangers      | NHL                 | 57   | 13            | 23            | 36            | 24            | —             | —  | —        | —        | —        |          |          |
| 2003–04             | Toronto Maple Leafs   | NHL                 | 15   | 2             | 13            | 15            | 10            | 13            | 0  | 8        | 8        | 6        |          |          |
| 2005–06             | Boston Bruins         | NHL                 | 61   | 5             | 27            | 32            | 36            | —             | —  | —        | —        | —        |          |          |
| NHL celkově         | NHL celkově           | NHL celkově         | 1205 | 247           | 781           | 1028          | 571           | 95            | 28 | 69       | 97       | 36       |          |          |
| Hockey-East celkově | Hockey-East celkově   | Hockey-East celkově | 37   | 9             | 38            | 47            | 10            | —             | —  | —        | —        | —        |          |          |
| High-CT celkově     | High-CT celkově       | High-CT celkově     | 82   | 122           | 139           | 261           | 57            | —             | —  | —        | —        | —        |          |          |

## Reprezentace
| Rok                           | Tým                           | Soutěž                        | Z   | G  | A  | B   | TM |
| ----------------------------- | ----------------------------- | ----------------------------- | --- | -- | -- | --- | -- |
| 1985                          | USA 20'                       | MSJ                           | 7   | 0  | 0  | 0   | 2  |
| 1986                          | USA 20'                       | MSJ                           | 7   | 1  | 4  | 5   | 2  |
| 1987                          | USA 20'                       | MSJ                           | 7   | 1  | 2  | 3   | 8  |
| Juniorská reprezentace celkem | Juniorská reprezentace celkem | Juniorská reprezentace celkem | 21  | 2  | 6  | 8   | 12 |
| 1987/1988                     | USA                           | nár. tým                      | 50  | 13 | 61 | 74  | 38 |
| 1988                          | USA                           | ZOH                           | 6   | 1  | 5  | 6   | 4  |
| 1989                          | USA                           | MS                            | 10  | 3  | 4  | 7   | 4  |
| 1991                          | USA                           | KP                            | 7   | 1  | 3  | 4   | 2  |
| 1996                          | USA                           | SP                            | 7   | 0  | 7  | 7   | 4  |
| 1998                          | USA                           | ZOH                           | 4   | 1  | 1  | 2   | 0  |
| 2002                          | USA                           | ZOH                           | 6   | 0  | 5  | 5   | 0  |
| 2004                          | USA                           | SP                            | 8   | 0  | 7  | 7   | 12 |
| Seniorská reprezentace celkem | Seniorská reprezentace celkem | Seniorská reprezentace celkem | 105 | 23 | 92 | 115 | 62 |